# Treasure Island (1912)

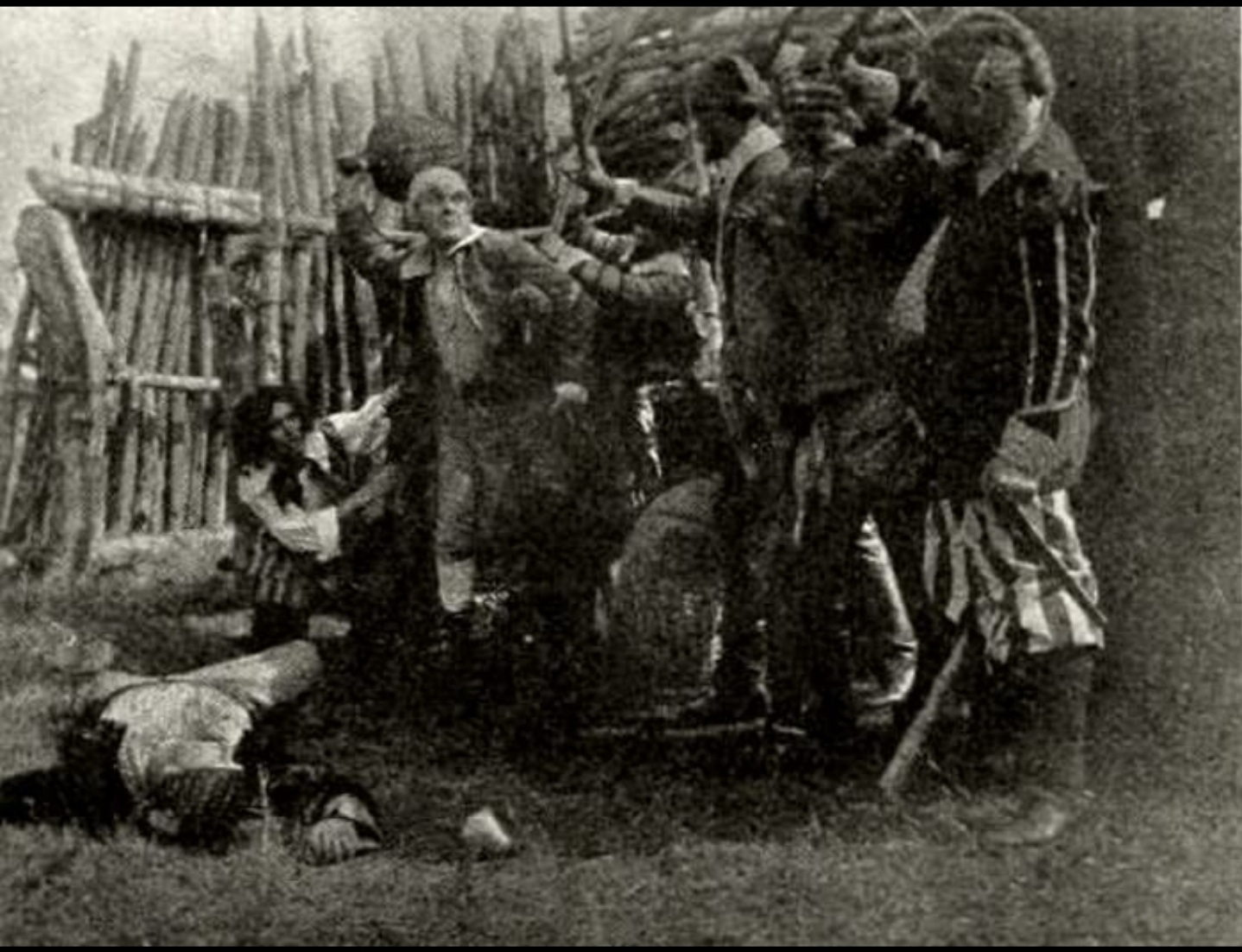
Szene aus dem Film Treasure Island (1912)

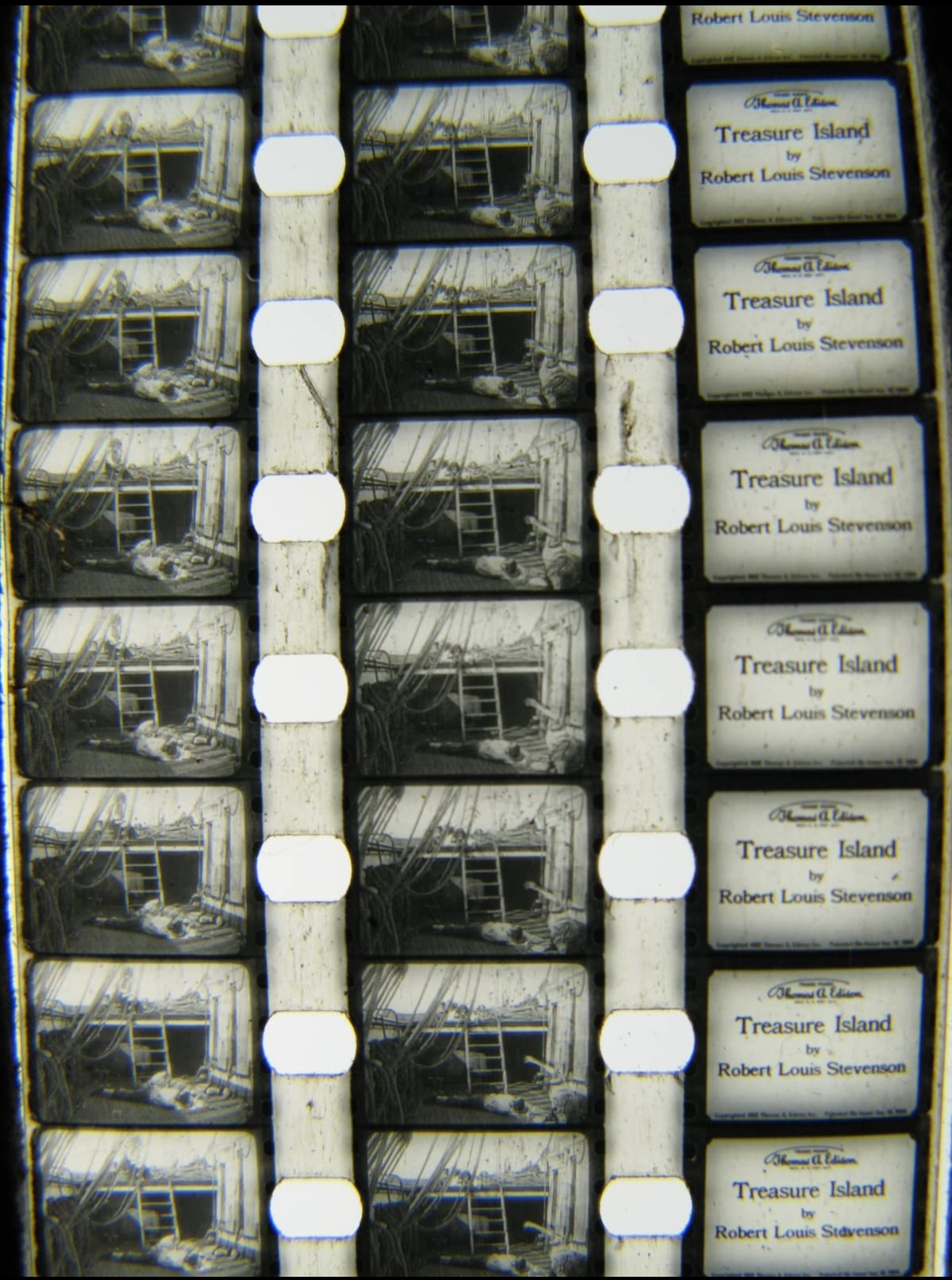
Filmstreifen aus Treasure Island (1912) mit Titel und einer Szene mit Addison Rothermel

Treasure Island ist ein US-amerikanischer schwarz-weißer Stummfilm aus dem Jahr 1912 unter der Regie von J. Searle Dawley. Es handelt sich um eine der frühesten Verfilmungen des Romans Die Schatzinsel von Robert Louis Stevenson. In den Hauptrollen spielen Ben F. Wilson als Pirat Long John Silver und Addison Rothermel als Jim Hawkins.

## Handlung
Die Handlung des Films folgt im Wesentlichen der Romanhandlung: Der ehemalige Pirat Billy Bones besitzt eine Karte der Schatzinsel, auf der ein Piratenschatz vergraben ist. Seine früheren Kumpane versuchen die Karte in die Hände zu bekommen; aber Billy Bones stirbt vorher und die Karte fällt in die Hände von Jim Hawkins. Squire Trelawney und Doktor Livesey machen sich mit ihm und einer Besatzung von 19 Mann auf die Suche nach dem Schatz. Es kommt zur Meuterei, weil der einbeinige Long John Silver den Schatz in seinen Besitz bringen will. Am Ende bleiben nur sechs der neunzehn übrig und das Schiff macht sich mit dem Schatz auf die Heimreise.

## Hintergrund
Der Film hatte die für damalige Edison-Produktionen übliche Standardlänge von einer Filmrolle (1050 Fuß bzw. 320 Meter), also weniger als 15 Minuten Laufzeit. Die Außenaufnahmen wurden hauptsächlich auf den Bermudas gedreht. Produziert wurde Treasure Island von der Thomas A. Edison Inc., verliehen von der General Film Company. Seine Weltpremiere feierte der Film am 10. Mai 1912 in den Vereinigten Staaten.

## Erhaltung
Das Original des Films ist, wie die meisten frühen Stummfilme, verloren. Jedoch haben sich mehrere Kopien erhalten, die für das Heimkinosystem Edison Home Kinetoscope vom originalen 35-mm-Film auf 22-mm-Schmalfilm umkopiert wurden.